# 은평한옥마을
은평한옥마을은 서울특별시 은평구 진관동에 위치한 현대식 한옥마을이다. 한옥마을 인근에는 북한산과 진관사가 있다.

## 역사
2010년 서울주택도시공사가 서울특별시 은평구 진관동 일대에 한옥마을 조성을 계획하면서 2012년부터 개발 착수, 2017년 대부분의 한옥이 완공되었다.

## 대중문화
2016년에 방영된 옥수동 수제자에 나온다. 옥수동 수제자 촬영지로 유명하다.

## 참고사항
상업시설을 제외한 대부분의 한옥이 주민들이 거주하거나 개인 사유지로 되어있어서 한옥 내부 관람은 불가하다. 다만 일부 가옥의 경우 소유주의 허락을 받으면 내부 관람이 가능하다.
주민들이 거주하는 민가지역이므로 일몰 이후 밤 시간대에는 소음행위를 자제해야한다.

## 전시관
셋이서 문학관
시인 천상병, 시인 중광, 소설가 이외수 3인방의 작품세계와 문학론을 전시하는 전시관이다. 무료입장이며 입장시간은 오전 9시 ~ 오후 6시까지이다. 매주 월요일은 휴관한다.
은평역사한옥박물관
은평역사한옥박물관 문서 참조.

## 갤러리

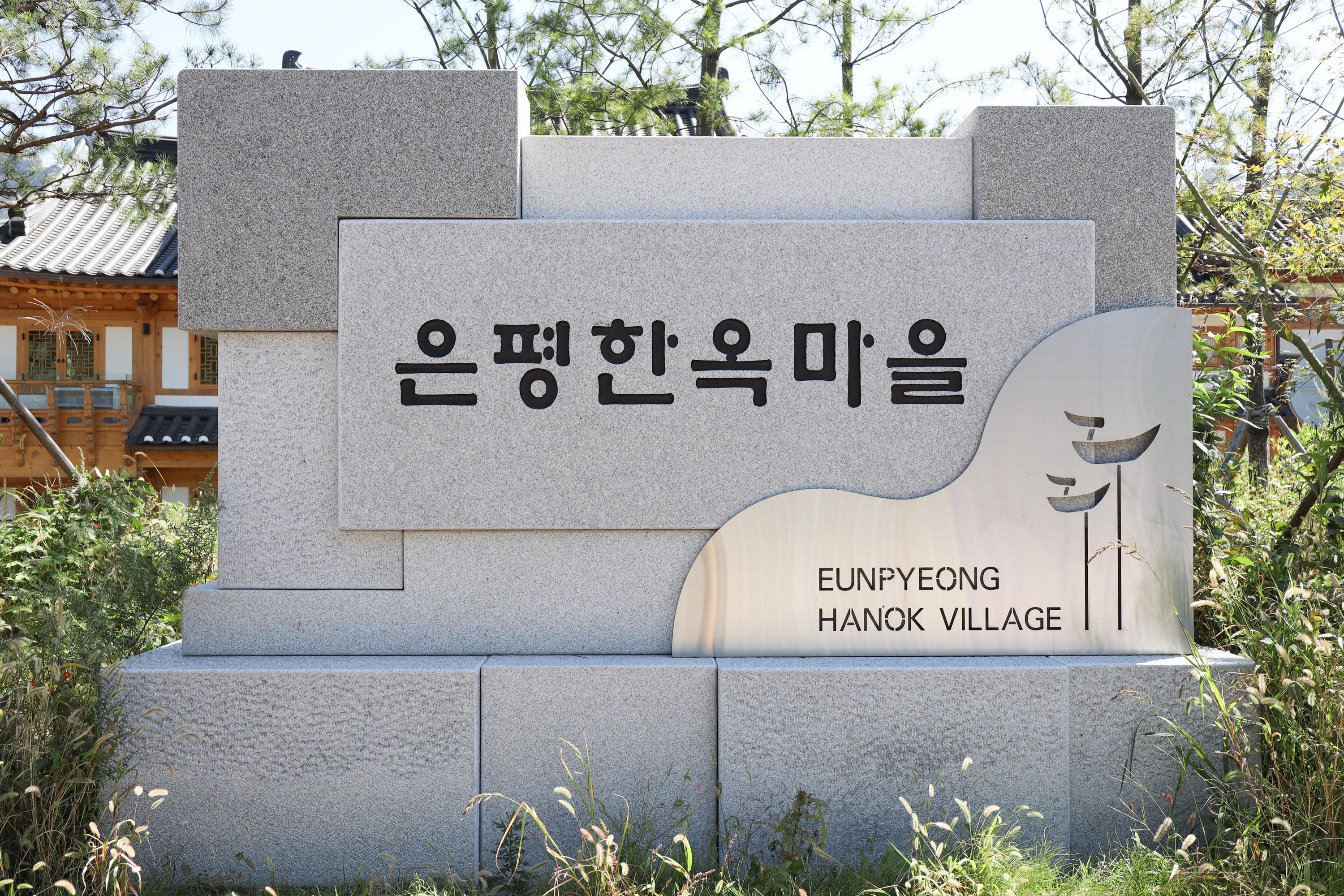
은평한옥마을 표지석
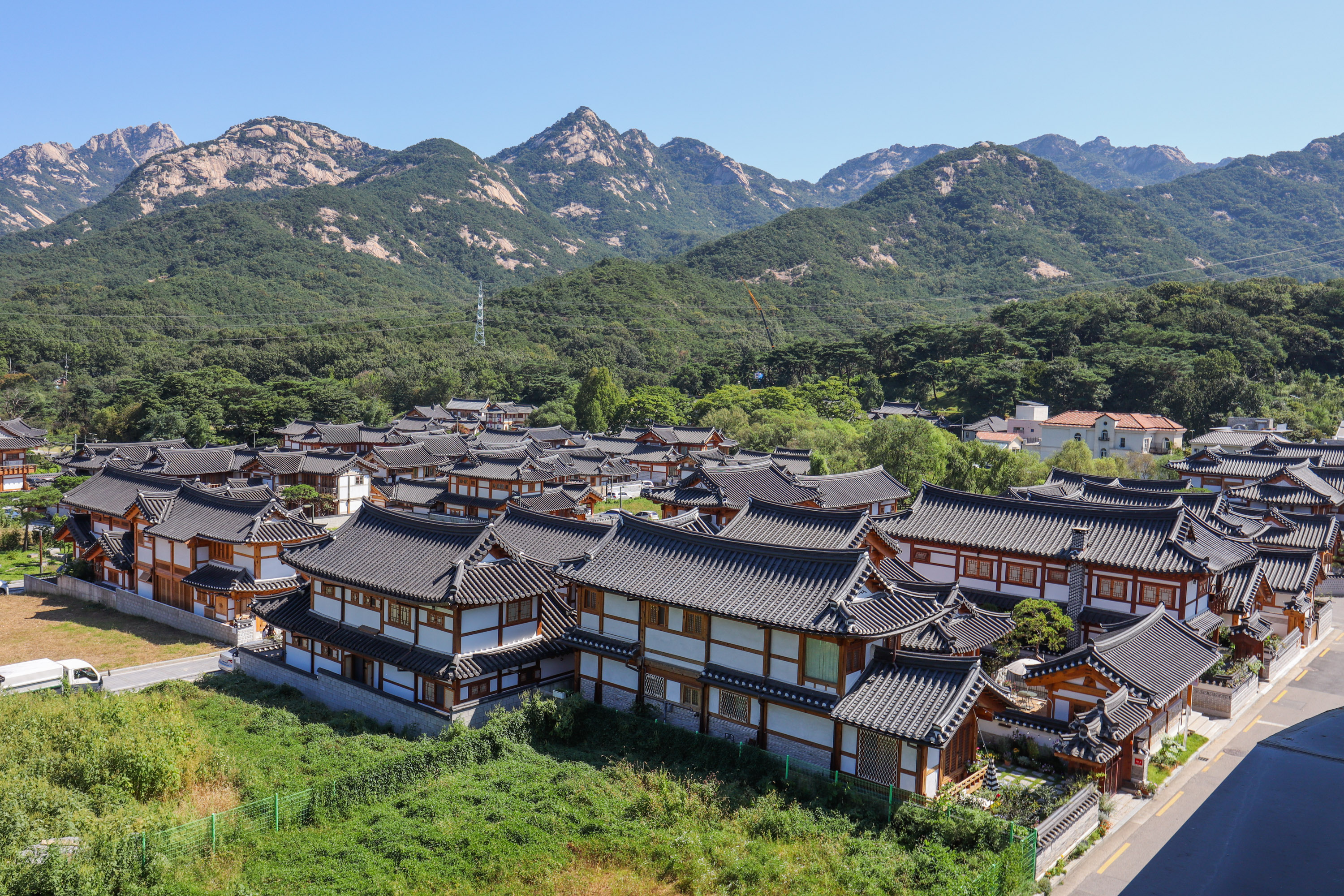
은평한옥마을 가을 전경
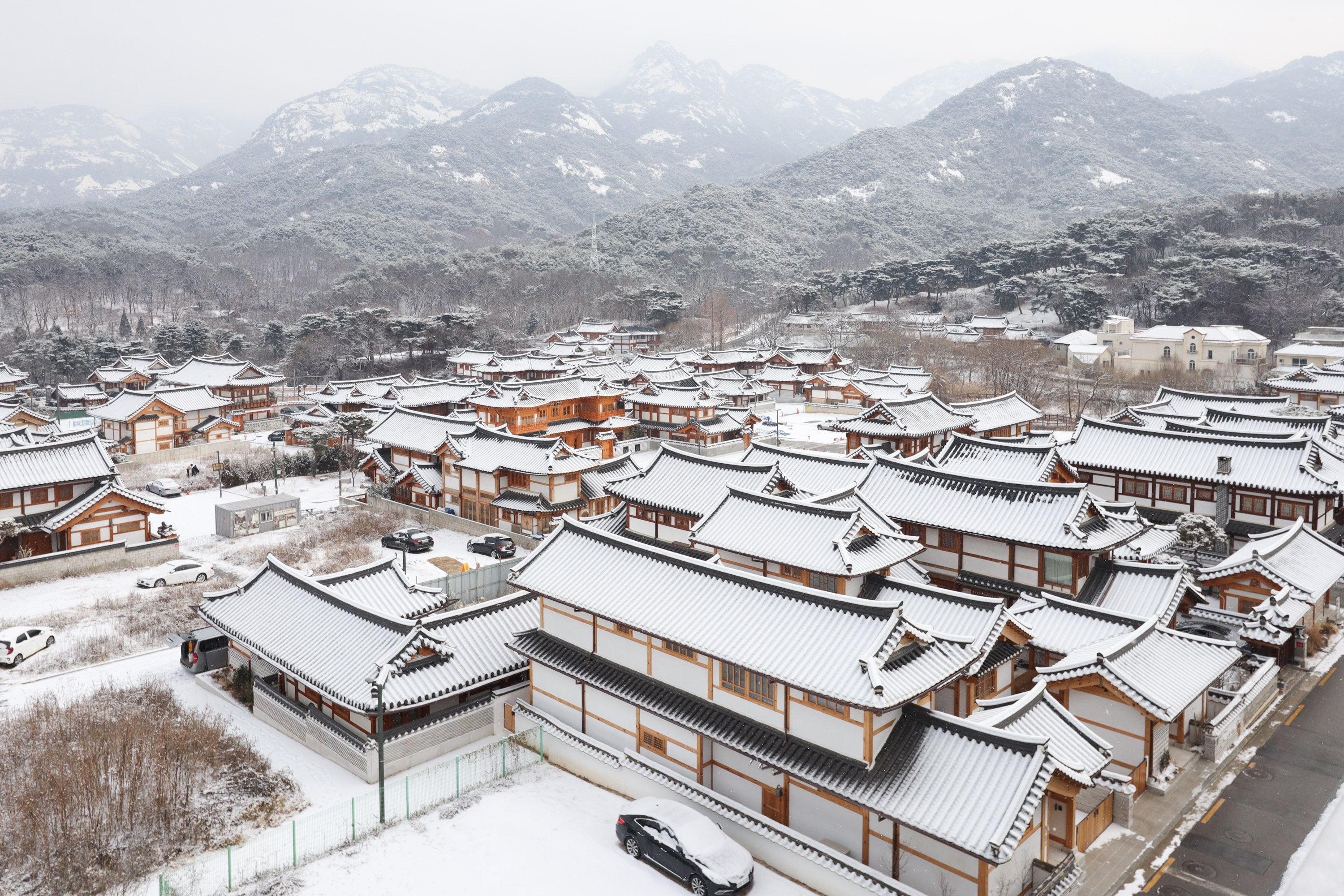
은평한옥마을 겨울 전경
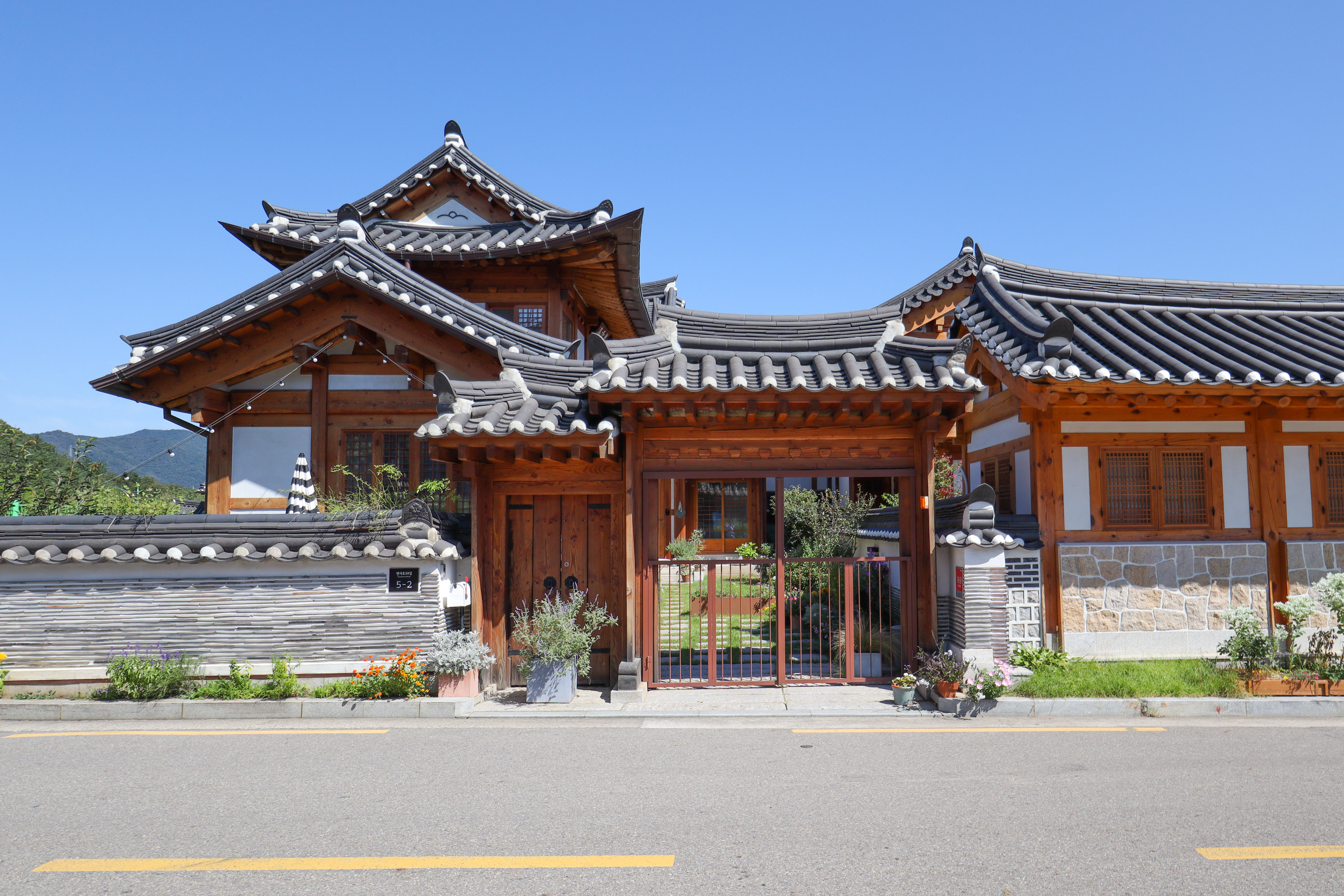
마을 가옥
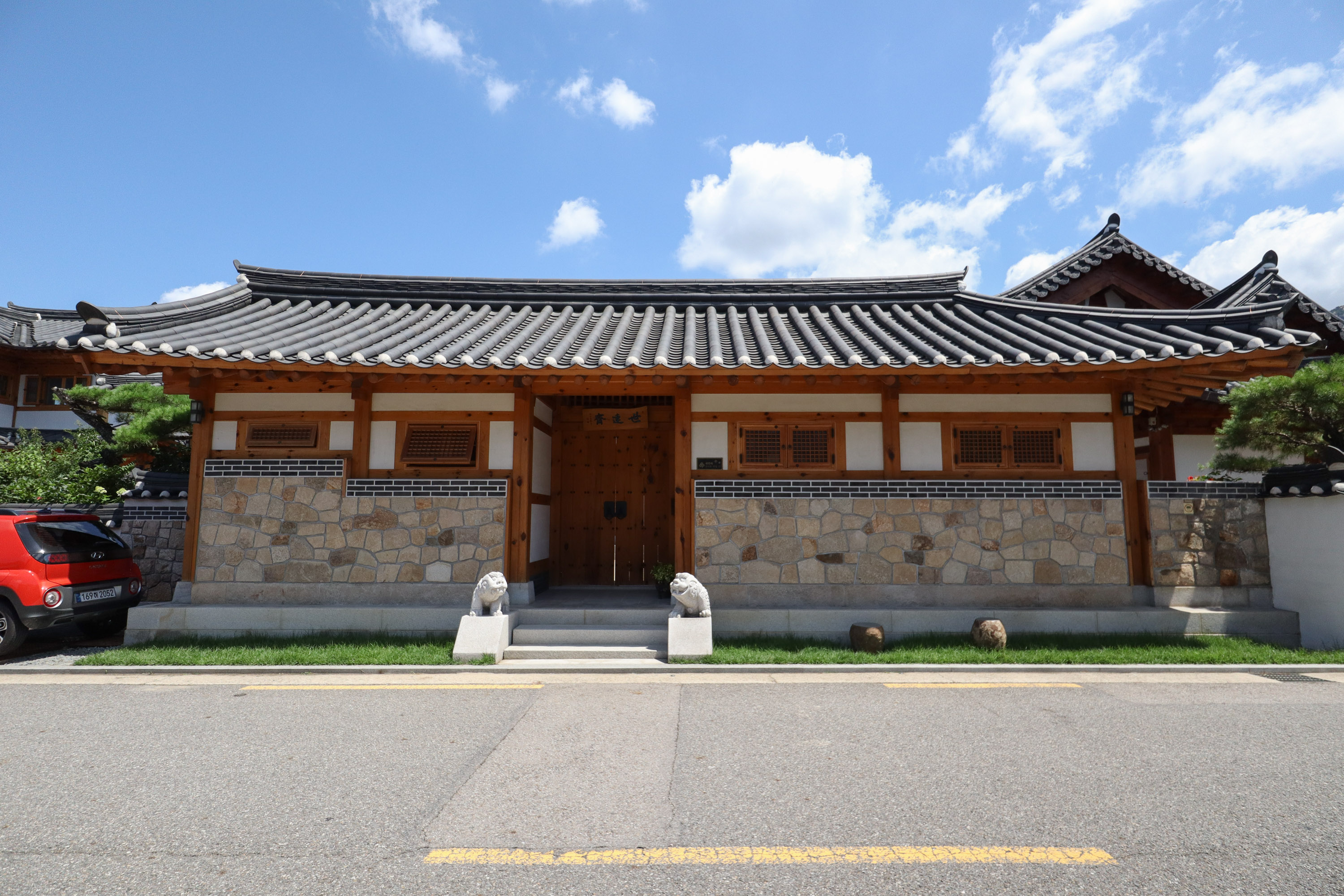
마을 가옥
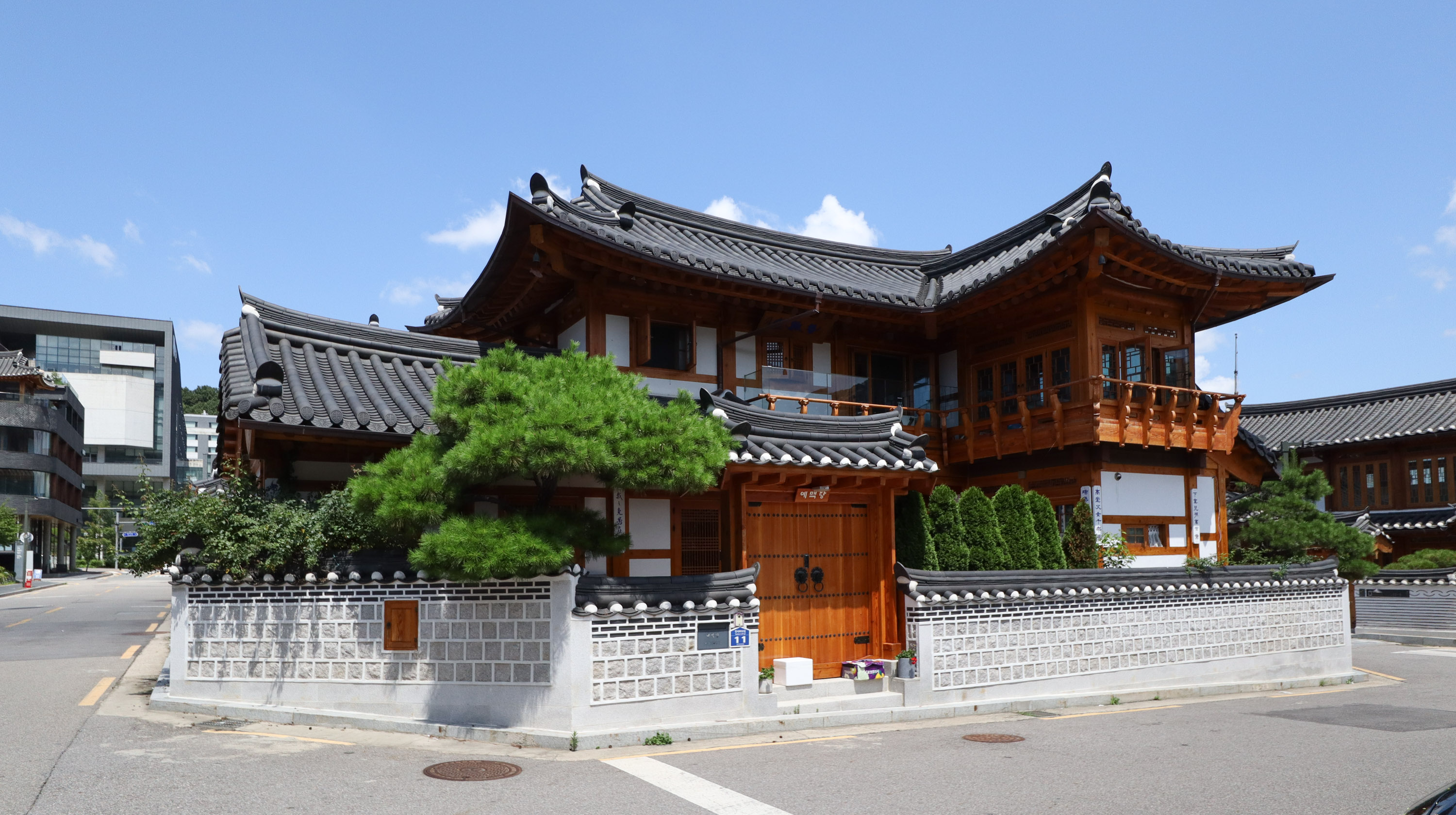
마을 가옥
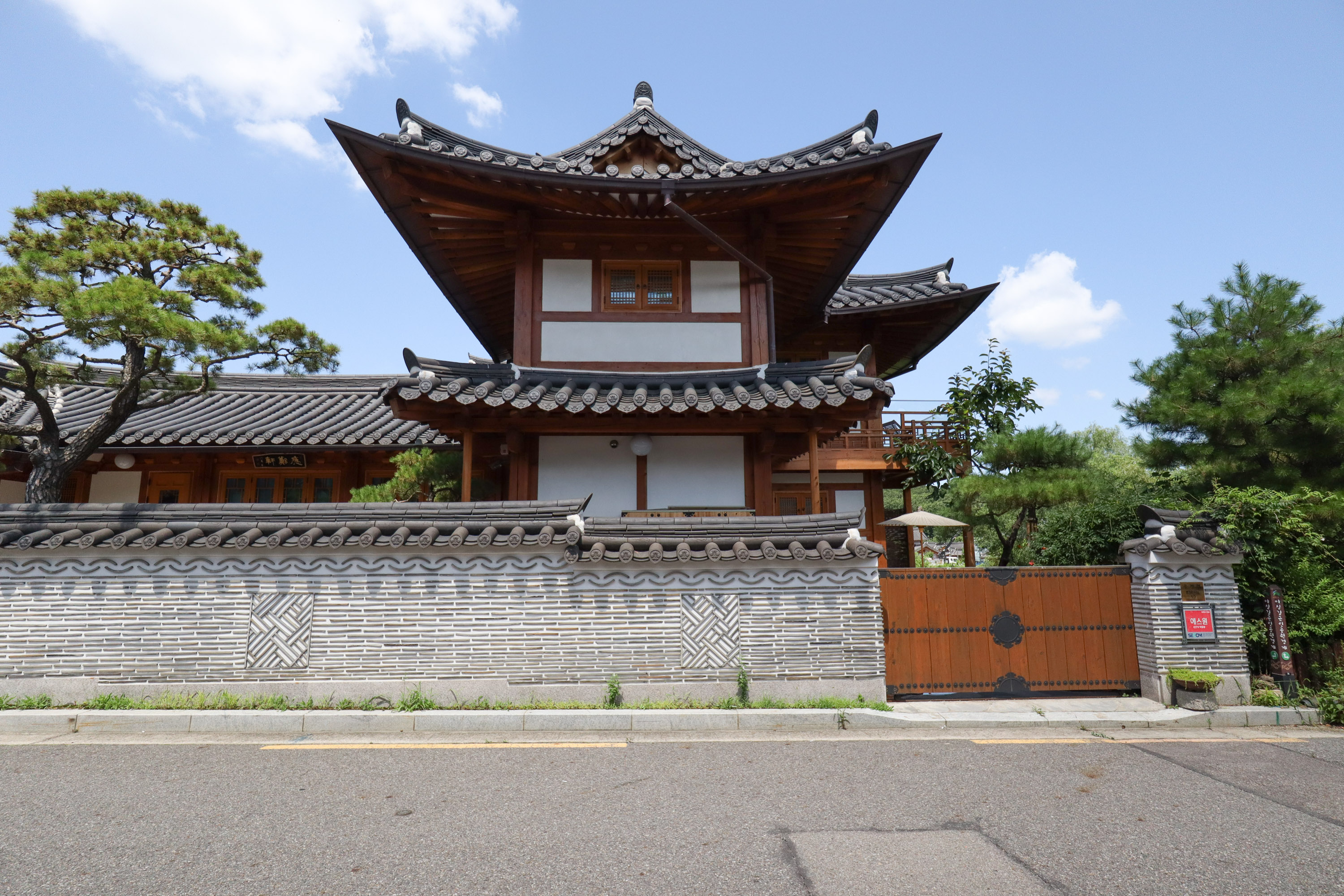
마을 가옥
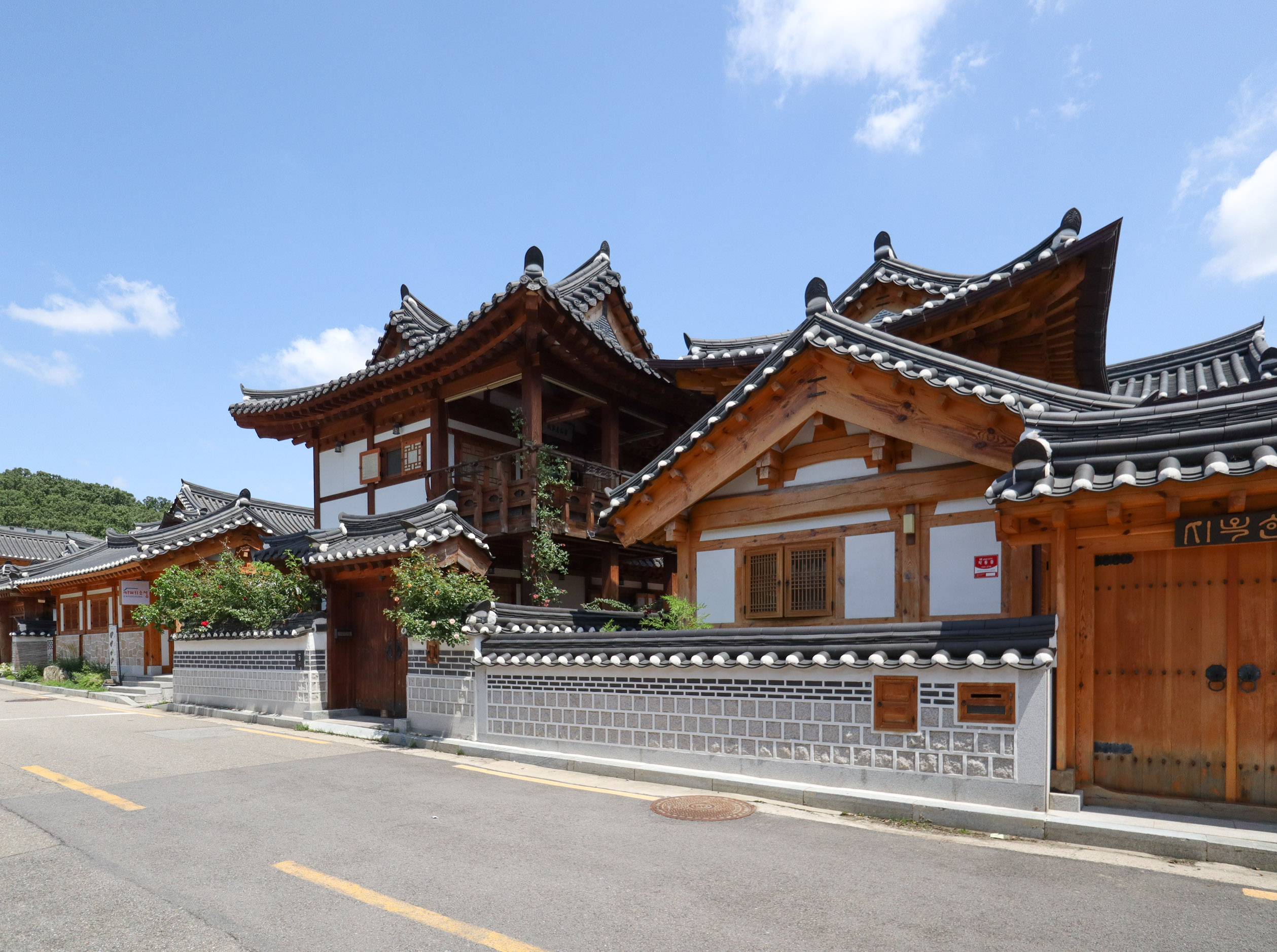
마을 가옥
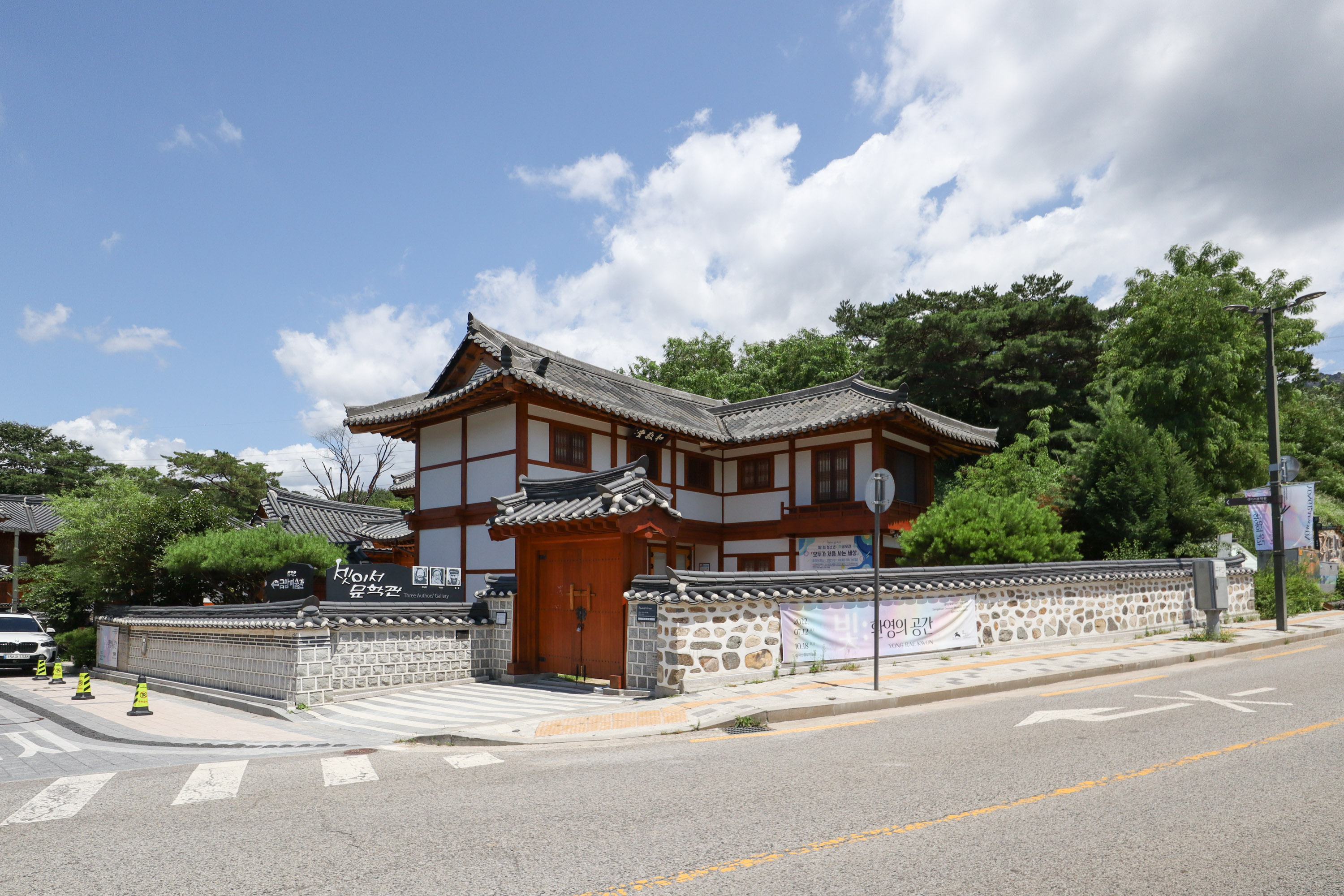
셋이서 문학관
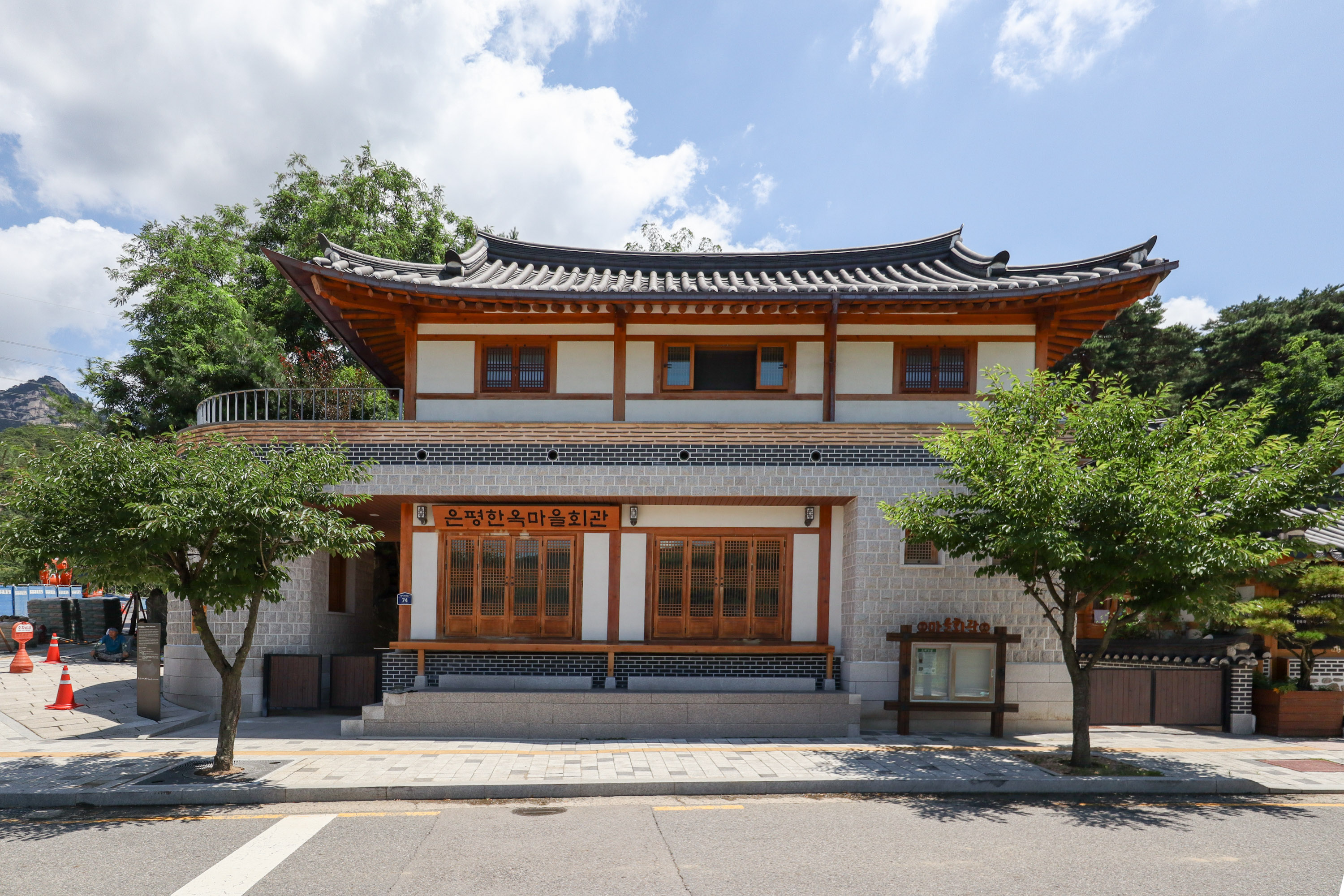
마을회관
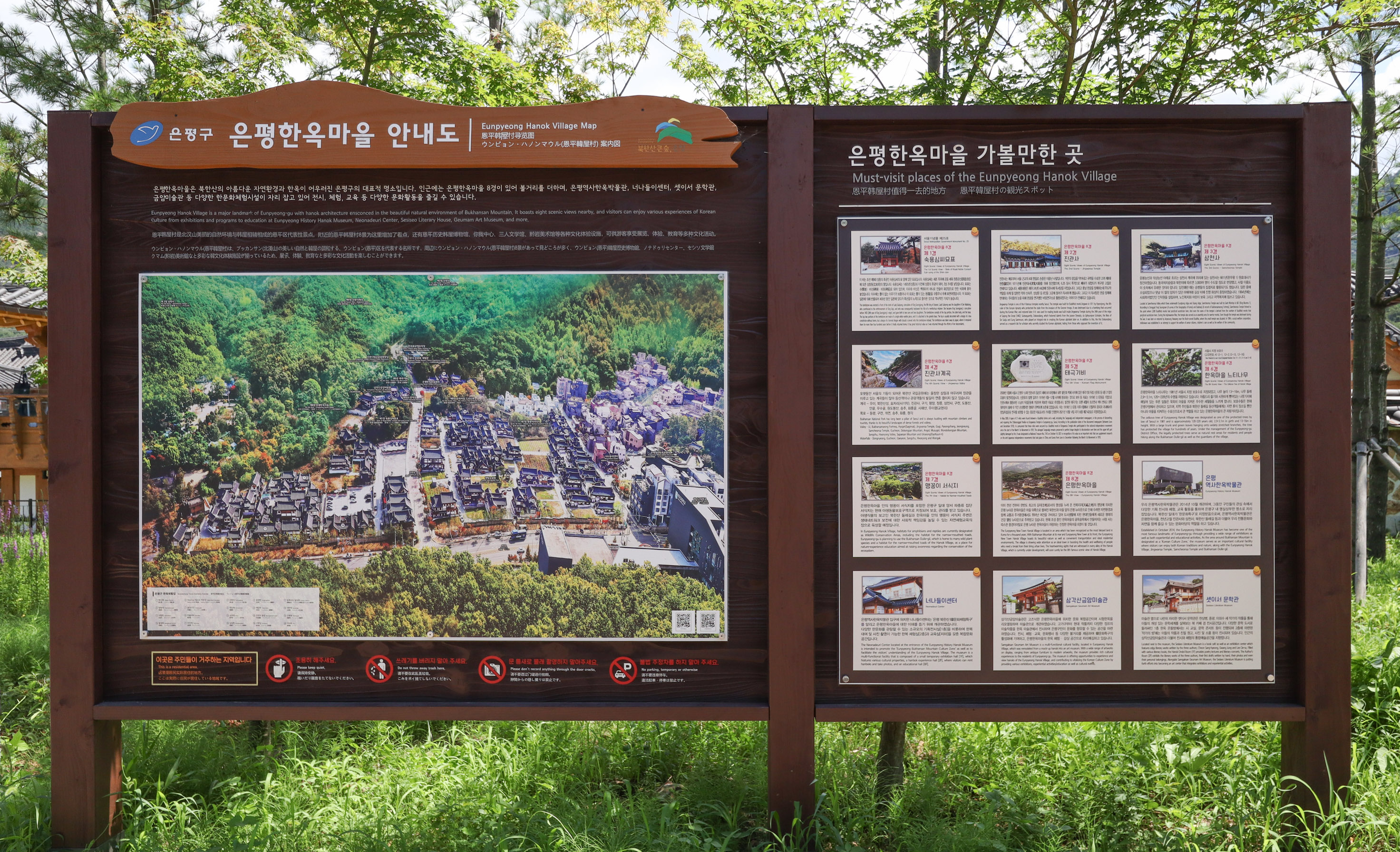
마을안내판
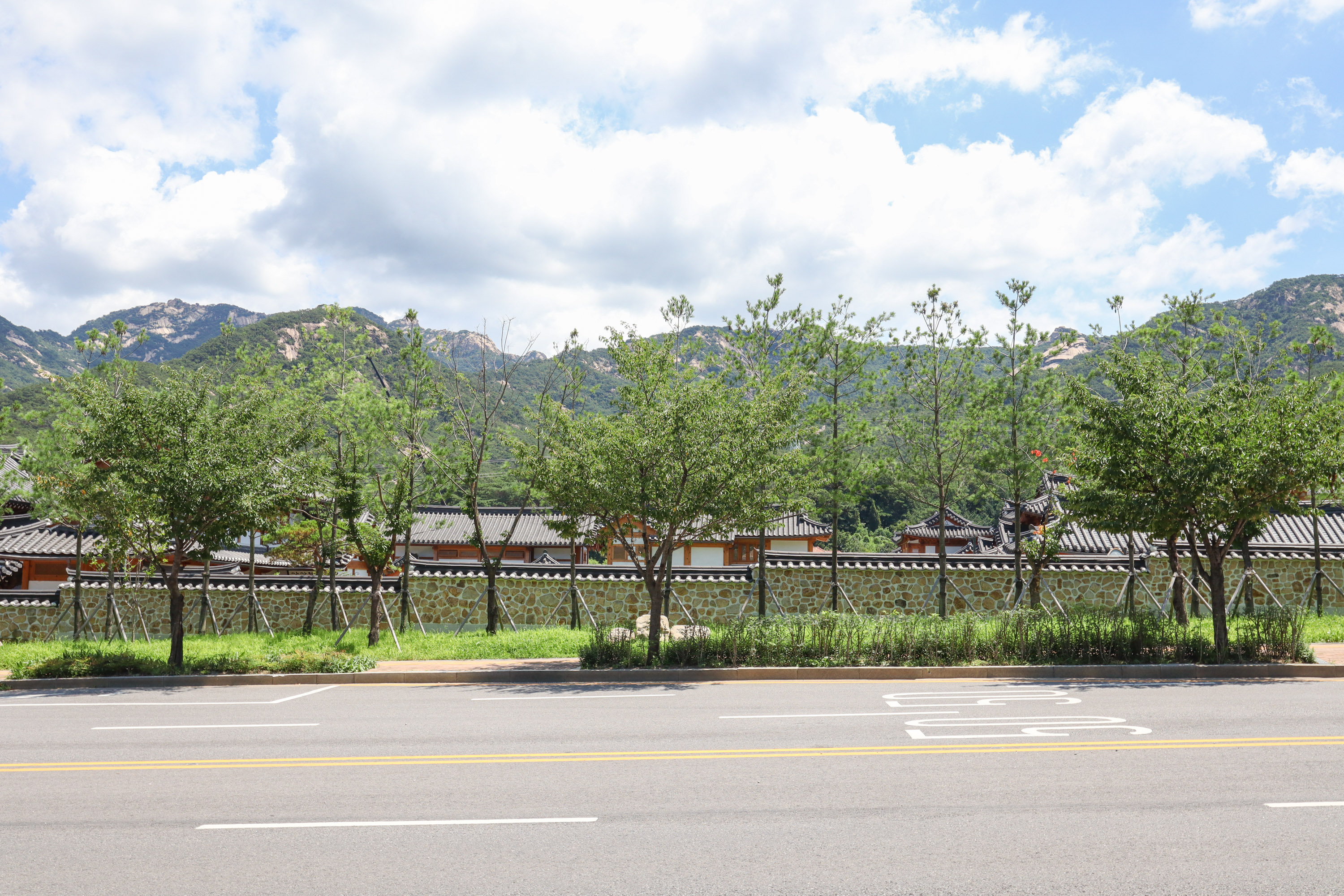
하나고에서 본 한옥마을

## 같이 보기
- 은평뉴타운
- 서울특별시
- 은평구
- 진관동
- 한옥마을